# Natitingou
Natitingou je město v severozápadním Beninu, které je správním centrem departementu Atakora a žije v něm přibližně 105 000 obyvatel (rok 2013). Nejvíce zastoupenými etniky jsou Tammariové, Waamové, Fulbové a Baribové, obyvatelé vyznávají islám, křesťanství i animismus.
Město leží v pohoří Atakora, průměrná teplota dosahuje 27,5 °C a období sucha trvá od listopadu do března. Východně od Natitingou protéká řeka Koumagou. Město je centrem zemědělské oblasti, kde se pěstuje čirok, kukuřice a bavlník. Také jeho název je odvozen od osoby legendárního zakladatele jménem Nanto Tingou, což v místním jazyce znamená „Drtič zrní“. Z čiroku se zde vyrábí nápoj tchoucoutou, připomínající pivo.
Město je sídlem římskokatolické diecéze Natitingou. Nachází se zde regionální muzeum a stéla u vjezdu do města připomíná místního vládce Kabu, který vedl v roce 1916 povstání proti francouzské nadvládě. K turistickým atrakcím regionu patří četné hliněné pevnosti zvané Tata Somba.
Přes Natitingou vede dálnice RNIE 3 a v nedalekém Boundétingou se nachází letiště. Nedaleko města leží Národní park Pendjari a vodopády Kota.